# Rejosari Jaya
Rejosari Jaya is een bestuurslaag in het regentschap Ogan Komering Ulu van de provincie Zuid-Sumatra, Indonesië. Rejosari Jaya telt 1279 inwoners (volkstelling 2010).